# Pfarrhaus (Gundelfingen an der Donau)

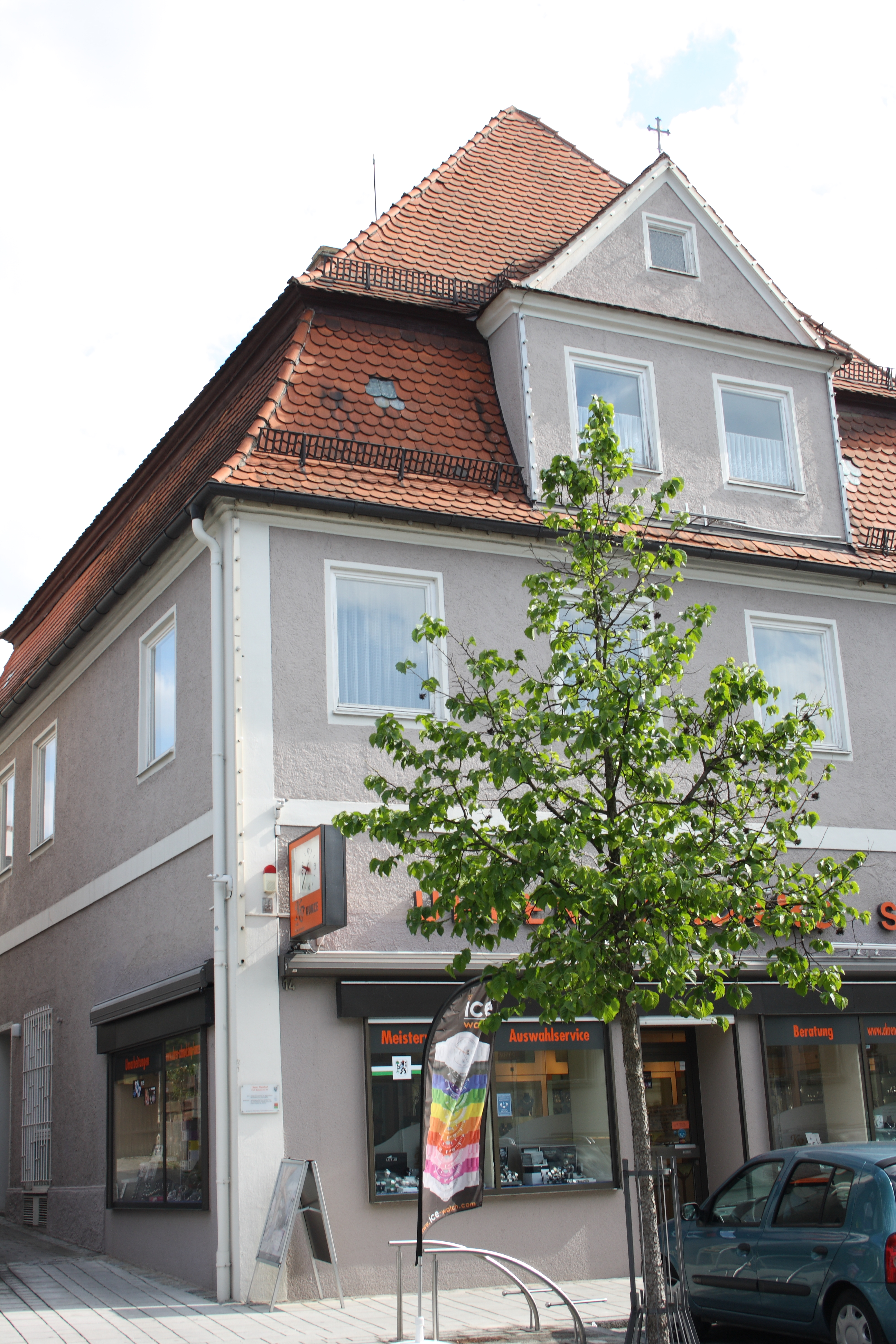
Ehemaliges Pfarrhaus in Gundelfingen an der Donau

Das Pfarrhaus in Gundelfingen an der Donau, einer Stadt im Landkreis Dillingen an der Donau im bayerischen Regierungsbezirk Schwaben, wurde um 1815 errichtet. Das ehemalige Pfarrhaus an der Professor-Bamann-Straße 14 ist ein geschütztes Baudenkmal.

## Beschreibung
Der zweigeschossige Bau mit Mansardwalmdach, Zwerchgiebel und hohem, gewöbltem Keller mit äußerem Zugang besitzt an der Straßenfront vier Fensterachsen. An den Ecken und Geschosstrennung sind Putzbänder angebracht. Eine Freitreppe führt zum segmentbogigen Portal. 
Im Inneren führt eine Treppe in drei Läufen mit Podesten zum Obergeschoss. Das klassizistische Treppengeländer mit ausgesägten Brettbalustern besitzt am Anfang eine Säule mit gedrehter Bekrönung. Alle Türen sind mit Profilrahmen und Füllungen versehen.